# Zopherus elegans
Zopherus elegans es una especie de coleóptero o escarabajo de la familia Zopheridae.
Mide 15-21 mm. Habita en el sudoeste de Estados Unidos.